# Бела Грива
Бела Грива (фр. Crin-Blanc) је познати роман за децу писца Рене Гија из 1959. године, који говори о великом пријатељству дивљег ждребета Беле Гриве и дечака Фолка. Рене Гијо је написао овај роман током једног одмора у Африци.

## Радња
У роману се говори о пријатељству између дечака Фолка и ждребета Беле Гриве. Слобода је мотив који се провлачи кроз цели роман.
Пошто су мајку Беле Гриве одвели чергари, ждребе није смело да прилази људима, будући да су му они нанели много бола. Међутим, пријатељство са дечаком је све променило.
Фолко је дванаестогодишњи дечак пореклом из сиромашне породице која се бави риболовом и то им је једини извор прихода. Он живи са дедом Еузибијом и млађим братом. Иако деда мисли да Фолко треба да буде рибар, дечак веома воли коње и жели да постане гардијан (човек који умирује и брине о коњима). Његов доживљај са Белом Гривом донео му је много искуства. У томе му је све време помагао стари пријатељ Антонио, који му је много причао о коњима и учио га.
Фолко је имао стари дедин чамац којим је пловио мочваром близу које је живео. Једног дана се његова пловидба продужила и задржао се дуже него обично. Допловио је до копна где је често гледао крда дивљих коња, јер је волео да посматра те прекрасне животиње, али тог дана није било ни једног коња. Када је почео да пада мрак дечак је иза жбуна угледао прекрасно ждребе. Дечак је почео врло топлим и умиљатим гласом да га дозива, причао му је тихо, а ждребе као да га је разумело и знало да дечак не жели да му науди. Није се уплашило, а ни отрчало све док није чуло зов своје мајке. Ждребе је имало прекрасну белу гриву па га је тако дечак и назвао.
У исто време, недалеко од Фолка, налазиле су се коњокрадице. Приметили су коње и хтели да их се дочепају, али су чекали да дечак оде како их не би открио. Када је све било чисто, двојица чергара кренули су на коње. Борили су се дуго с мајком кобилом, јер је пружала невероватан отпор. На крају је су и она и ждребе били савладани, али како је она била вреднија, однели су њу, а ждребе оставили у жбуњу. Ждребе у жбуњу пронашао је Фолко и хтео је да му помогне, али ждребе више није веровало човеку. Било је престрашено што му приступа људско биће, јер је мислио да ће му наудити баш као и коњокрадице. Некако се само ослободило из жбуња и отрчало према мирису које је оставила његова мајка.
Све ово је Фолко испричао свом малом брату и старом кротитељу коња Антонију, који је био дечаков велики пријатељ, иако је био старац. Као млад, Антонио је био чувени кротитељ коња, а сад је толико онемоћао да без дечакове помоћи није могао ни да се поне, нити да сиђе са коња. Када је Антонио чуо дечакову причу и бригу за мало ждребе, одлучио је да му помогне да га пронађе. Ујутро су пошли у мочвару да траже ждребе. У шумарку су пронашли Белу гриву, који се појавио када је чуо да Антонијев коњ рже. Одазвао се на тако познати звук. Антонио је одмах препознао како је прекрасан тај коњ и рекао како ће једног дана да буде вођа свог крда. Обојица су се дивили лепоти ждребета и одлучили да га спасу.
Једног дана после риболова са дедом Фолко је отишао на ту исту пољану и видео Белу гриву, али су се тада појавили гардијани и покушали да зауздају коња. Овог пута коњ није био уплашен, већ је кренуо на газдину кобилу и оборио је заједно са газдом који се тад много разљутио и рекао да ће проклету животињу препустити коме год. На то му је пришао Фолко и питао га да ли би и њему препустио коња ако га жели. Газда и остали гардијани су се смејали босоногом дечаку, али је пристао да му да коња ако овај успе сам да га ухвати. Фолко је узео конопац и кренуо за коњем.
Када га је убрзо пронашао, почео је да га позива именом, на шта је коњ одмах одреаговао. Препознао је своје име – Бела грива. Фолко се припремио и опрезно бацио ласо. Уловио је коња, али је он био јачи. Потрчао је и почео за собом да вуче дечака. Дечак није био довољно јак да заустави коња, али није хтео ни да пусти ласо. Коњ је вукао дечака кроз блатњаву мочвару у после неког времена се зауставио. Погледао је према дечаку и није видео непријатеља, већ само мало блатњаво биће које га гледа погледом пријатеља. Фолко је лагано устао и кренуо према коњу. Када му је дошао скроз близу, почео је да га најпре милује, а онда га загрли и провуче руку кроз гриву. Приљубио је дечак своје лице уз лице коња, једно блатњаво, друго бело и тако је Бела грива први пут допустила дечаку да га милује. Фолко је позвао коња и њих двоје су ходали мочваром, једно поред другога. Није требало да веже коња, јер је Бела грива послушно пратио Фолка. Дечак је коња довео кући, али је његов деда био сумњичав, није био сигуран да ће моћи да се укроти дивљи коњ, за шта је и био у праву, чим је Бела грива чуо зов дивљег крда одмах је потрчао у дивљину. Дечацима је одлазак Беле гриве тешко пао и дуго су туговали за њим. 
Дошло је пролеће, а и време да се коњи боре и изборе за вођу крда. Бела грива је покушавао да избори своје место и лако је савладао све старије коње. Проблем му је био један млади пастув црне гриве кога је исто на крају победио и постао вођа крда, али је након борбе био повређен. Затим је дошао испред Фолкове колибе где му се дечак силно обрадовао, али је приметио Гривине повреде на ногама. Са млађим братом је бринуо о Гриви и лечио га, прао му ране, хранио и миловао, само да се што пре опорави. 
После неког времена коњ се вратио свом крду у дивљину што је дечака опет растужило.
Након пар дана, Фолко и Антонио отишли су на свечаност у град Арл. Код пријатеља Ђузепеа, где су боравили, сазнали су да је он одузео кобилу Риту, мајку Беле гриве једном чергару. Једне вечери свечаности, сви су отишли у циркус. Тамо се изводила представа где су пред очима публике кротили коње. Извели су једног пастува и Фолко је приметио да много личи на Белу гриву. Помислио је да је то он, али на крају се установило да ипак није. Белу гриву је газда имања планирао ухватити, јер је одлучио да га прода циркусу, пошто је био неукротив па ће да буде велика сензација. Антонио је то чуо, па је подсјетио газду да коњ не припада њему јер га је дао малом Фолки. Газда се на то само насмијао. Антонио је кренуо да потражи дечака како би га упозорио на газдин план. Али дечак је већа био отишао да потражи свог коња.
Фолко је тражио Белу гриву, али су за коњем кренули и газдини гардијани. Запалили су шикару у коју се коњ сакрио, па кад је задувао ветар пожар се распламсао. Коњ је био заробљен у средини ватрене стихије, па је дечак храбро скочио кроз ватру како би га спасио. Фолко је успео да зајаше уплашеног коња, јер му је животиња веровала. Заједно су прескочили пламене ватре и одјахали. Кренули су према обали реке, јер је коњ мислио да је та равна површина пашњак. Гардијани су били пресрећни јер су знали да је то прилика да их улове.
Коњ и дечак нису имали где да побегну па су скочили у реку и почели да пливају, али је струја била јака и почела да их носи. Гардијани, с газдом на челу, почели су да их дозивају. Газди беше жао што је све то учинио и хтео је да се коњ и дечак некако спасе. Али река је била превише моћна. Људи никако нису могли да дођу до утопљеника. Само су видели како је дечаково лице приљубљено уз лице коња, све док их није ухватио вртлог. Обојица су нестали у води, један уз другог. Фолко је осетио како га вода преплављује, али је осећао само обамрлост и пријатни осећај топлине. Био је уз свог драгог коња, с којим ће да оде у вечност и тако двојицу пријатеља више никад нико неће моћи да растави.